# Clearlake Riviera
Clearlake Riviera – jednostka osadnicza w Stanach Zjednoczonych, w stanie Kalifornia, w hrabstwie Lake.